# Prawo stałości składu
Prawo stałości składu, prawo stosunków stałych – fundamentalne prawo chemiczne odnoszące się do składu związków chemicznych, jedno z podstawowych praw stechiometrii. Mówi ono, że dany związek chemiczny niezależnie od jego pochodzenia albo metody otrzymania ma stały skład jakościowy i ilościowy.

## Historia odkrycia i kontrowersje
Prawo stałości składu zostało po raz pierwszy sformułowane w 1799 roku przez Josepha Louisa Prousta na podstawie badań nad węglanem miedzi. Proust ustalił wówczas, że otrzymywany syntetycznie węglan miedzi charakteryzuje się stałym stosunkiem wagowym miedzi, tlenu i węgla niezależnie od proporcji użytych substratów, a taki sam stosunek występuje w naturalnym węglanie miedzi (np. malachicie). Stąd Proust wywiódł, że termin związek chemiczny może dotyczyć jedynie substancji spełniających prawo stałych stosunków.
Prawo stałości składu wzbudzało kontrowersje wśród uczonych na początku XIX wieku. Pośród zwolenników prawa Prousta był m.in. belgijski chemik Jean Stas, który potwierdził je eksperymentalnie. Odkrycie prawa stałości składu pomogło także Johnowi Daltonowi w sformułowaniu prawa stosunków wielokrotnych w 1804 roku i następnie opracowaniu nowożytnej teorii atomistycznej budowy materii w 1808 roku.
Głównym adwersarzem prawa stałości składu był Claude Louis Berthollet, który na podstawie badań nad tlenkami ołowiu, analogicznych do badań Prousta, stwierdził, że stosunki masowe tlenu i ołowiu nie są stałe. Stąd Berthollet uogólnił, że stosunki masowe pierwiastków w związku zależą od stosunków, w jakim zmieszano substraty oraz ich powinowactwa względem siebie. Pod koniec pierwszej dekady XIX wieku Berthollet przyznał, że prawa odkryte przez Prousta i Daltona są prawdziwe.

## Zakres stosowalności
Prawdziwość prawa stałości składu uznana była jako konsensus naukowy do początku XX wieku. Prowadzone wówczas badania nad roztworami stałymi wykazały, że zakres stosowalności tego prawa jest ograniczony. Nikołaj Siemionowicz Kurnakow stwierdził wówczas, że w stopach metali powstają fazy o charakterze związków chemicznych, nie wykazujące stałości składu. W 1914 roku Kurnakow wprowadził do nazewnictwa chemicznego terminy określające związki ze względu na kryterium spełniania prawa stałości składu. Związki spełniające prawa Prousta i Daltona nazwał na cześć tego drugiego daltonidami, zaś te nie spełniające ich — bertolidami, na cześć Bertholleta. Obecnie daltonidy nazywane są zwykle związkami stechiometrycznymi, zaś bertolidy — związkami niestechiometrycznymi.
Brak stałości składu wykazują nie tylko związki międzymetaliczne, ale też wiele tlenków metali przejściowych i poprzejściowych. Oprócz opisanego przez Bertholleta tlenku ołowiu, przykładem bertolidu jest także tlenek żelaza(II). Jego idealny wzór zapisuje się jako FeO, jednak z powodu defektów sieci krystalicznej stosunek molowy żelaza do tlenu w tym związku jest nieco poniżej 1, przez co rzeczywisty tlenek żelaza(II) ma wzór pomiędzy Fe
0,815O a Fe
0,946O. Za powstawanie tlenków niestechiometrycznych mogą odpowiadać defekty różnego rodzaju, w tym wakanse lub atomy międzywęzłowe, modyfikujące formalny stopień utlenienia części atomów w krysztale. Z tego powodu wiele niestechiometrycznych tlenków cechuje się rozmaitymi barwami czy też półprzewodnictwem, a w skrajnych przypadkach nawet przewodnictwem quasi-metalicznym.